# Атвуд (Пенсилванија)
Атвуд (енгл. Atwood) град је у америчкој савезној држави Пенсилванија.

## Демографија
По попису из 2010. године број становника је 107, што је 5 (-4,5%) становника мање него 2000. године.
| Група             | 2000.       | 2010.        |
| Белци             | 108 (96,4%) | 107 (100,0%) |
| Афроамериканци    | 0 (0,0%)    | 0 (0,0%)     |
| Азијати           | 0 (0,0%)    | 0 (0,0%)     |
| Хиспаноамериканци | 4 (3,6%)    | 0 (0,0%)     |
| Укупно            | 112         | 107          |